# Osiek (Starogard)
Osiek est un village polonais de la voïvodie de Poméranie et du powiat de Starogard. Il est le siège de la gmina d’Osiek et compte environ 2258 habitants en 2021. 